# Cauchas
Genre
Cauchas est un genre d'insectes de l'ordre des lépidoptères (papillons), de la famille des Adelidae.

## Liste des espèces rencontrées en Europe
- Cauchas albiantennella (Burmann, 1943)
- Cauchas anatolica (Rebel, 1902)
- Cauchas breviantennella Nielsen & Johansson, 1980
- Cauchas fibulella (Denis & Schiffermüller, 1775)
- Cauchas florella (Staudinger, 1871)
- Cauchas leucocerella (Scopoli, 1763)
- Cauchas rufifrontella (Treitschke, 1833)
- Cauchas rufimitrella (Scopoli, 1763)
- Cauchas tridesma (Meyrick 1912)